# 熱帶風暴特魯迪 (2014年)
熱帶風暴特魯迪（英語：Tropical Storm Trudy）是2014年10月的一場持續時間較短、在墨西哥南部造成嚴重水災的熱帶氣旋。這場風暴起源於10月初在中美洲附近與季風槽相關的低氣壓區。一個緩慢的系統，低氣壓區最終在10月17日在墨西哥海岸線附近發展成熱帶低氣壓。有利的環境條件有助特魯迪快速發展。在其獲命名後的15小時內，在風暴中心形成一個風眼。特魯迪最終達到風力時速100公里的強烈熱帶風暴標準的最高強度，並在墨西哥馬奎利亞東南方登陸。該地區的山區地形令特魯迪迅速減弱，氣旋在10月19日早上消散。雖然氣旋消散，但其剩餘的能量後來也促成了大西洋熱帶風暴漢娜的形成。
在特魯迪登陸之前，墨西哥政府向受威脅的地區發出了多個熱帶氣旋警告。預報員強調暴雨和泥石流的威脅。格雷羅州受特魯迪影響的最大，山崩和水災在該州奪去8人生命。該區有4000多人疏散。在坎佩切州發生了第9宗死亡事故。

## 氣象歷史
10月8日，在太平洋盆地極東部邊緣的季風槽內發展了低氣壓區。預計系統身處的環境條件將逐漸有利於熱帶氣旋的發展。位於哥斯達黎加附近，分散的對流伴隨著明確的系統。在接下來的幾天裡，這個低氣壓區停留在同一個地區，其結構變得不甚明確。國家颶風中心於10月13日開始監測系統的長遠發展，此時該低氣壓區位於危地馬拉以南約240公里。其組織延長和變得緩慢；然而，10月15日，開爾文波和特萬特佩克灣間隙風事件的結合促使其對流顯著增加。
10月17日，系統結構明顯改善，國家颶風中心評估該系統在48小時內成為熱帶氣旋的可能性很高。 那天晚上，來自船上、衛星圖像和散射儀的估計數據顯示，系統在中午12時發展成熱帶低氣壓。氣旋位於溫度為摄氏30度的溫暖水域中，該地區非常潮濕而且风切变很低，隨著該低氣壓靠近墨西哥，已確定系統會增強。系統的移動速度存在不確定性。一些預報模型認為系統會停滯在海上幾天，儘管預報員表示，系統穩定地向北移動並在48小時內消散。
由於上述環境條件，該低氣壓在10月17日下午6時增強為熱帶風暴；隨後由國家颶風中心命名為特魯迪（Trudy）。在中心有非常深層的對流和伴隨的帶狀特徵上爆發。10月18日上午，中心密集雲團區越來越明確；上午3時，微波衛星圖像和沿海雷達指出系統形成一個19至27公里寬的風眼。據估計，特魯迪在10月18日上午9時15分左右達到最高強度，最大持續風速為每小時100公里，气压為998毫巴（百帕；29.47英寸汞柱）。同時，這場風暴在馬奎利亞東南方登陸，或阿卡普尔科以東約110公里。與墨西哥山區的相互作用很快就對特魯迪造成了傷害，該系統在UTC下午18時降格為熱帶低氣壓。10月19日上午，該低氣壓的低層環流中心消失，其中層殘留繼續向東北橫過墨西哥。系統的殘留於10月20日在坎佩切灣出海，隨後在10月22日發展成為大西洋第九號熱帶低氣壓—後來成為熱帶風暴漢娜。由於其低層環流中心消失，特魯迪和漢娜被國家颶風中心視為單獨的熱帶氣旋。

## 防災措施和影響

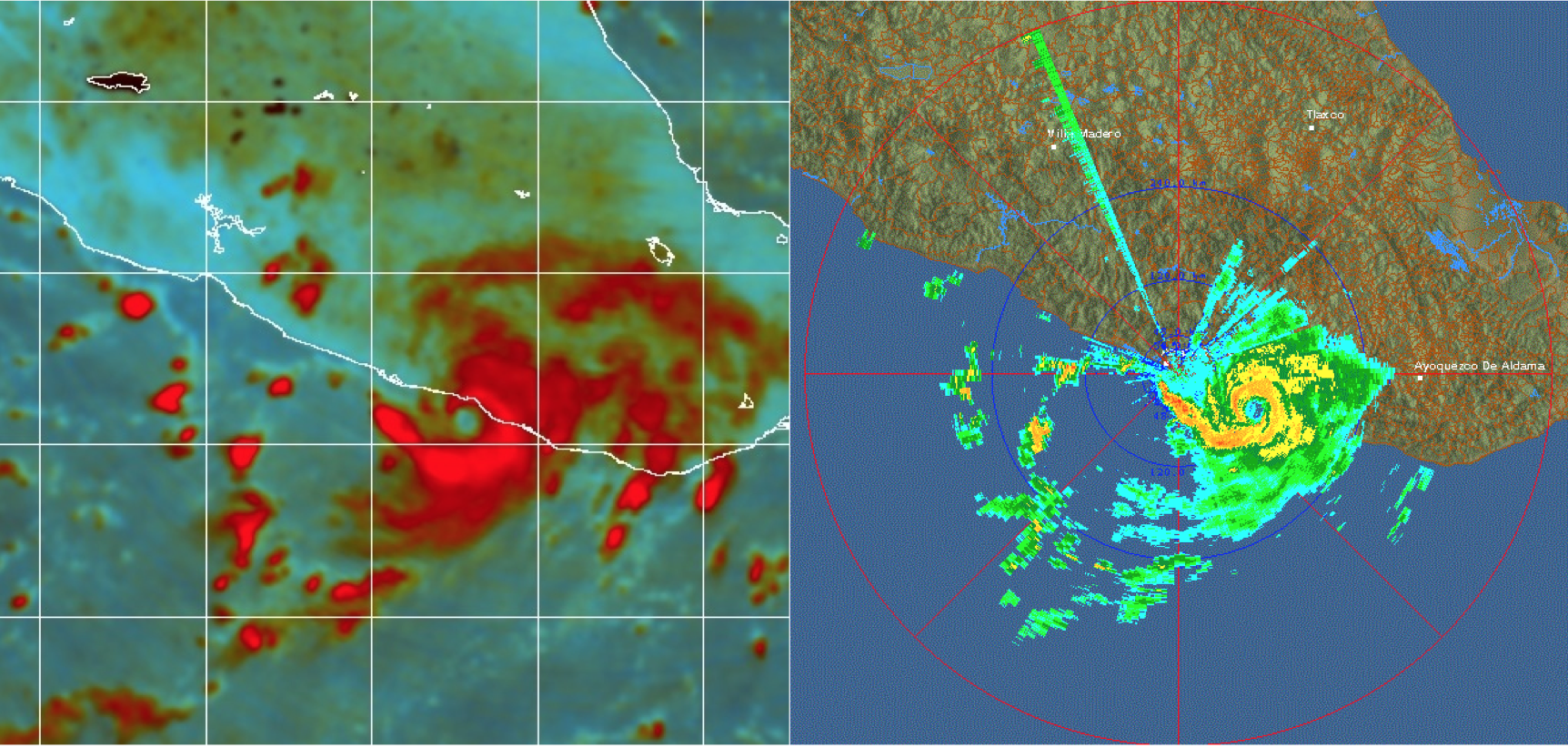
10月18日，特魯迪在墨西哥登陸時微波衛星和雷達圖像，顯示其發展良好的核心和風眼

在10月17日發展為第二十號熱帶低氣壓時，特克潘－德加萊阿納和查卡華潟湖之間的墨西哥沿岸地區發布了熱帶風暴警告。國家颶風中心的預報員指出，該系統的最大威脅將是格雷羅州和瓦哈卡州的暴雨將導致危及生命的山洪暴發和泥石流。系統的迅速組織促使阿卡普尔科和查卡華潟湖之間的地區在UTC10月18日上午9時收到了颶風觀察預警。這些觀察預警很快便取消，因為特魯迪在墨西哥登陸之前未能達到颶風的強度。隨後，由於特魯迪減弱化為熱帶低氣壓，熱帶風暴警告隨後被允許在UTC晚上21時取消。除了上述的觀察預警和警告外，10月17日，格雷羅啟動了一個“黃色”警報。系統在登陸前突然增強，格雷羅州東南部和瓦哈卡州西南部啟動了“紅色”警報，而格雷羅州和瓦哈州卡的其他部分則被置於“橙色”警報之下。在格雷羅東部地區共開放了35個庇護所。
格雷羅州的大雨帶來嚴重破壞，造成廣泛的水浸和破壞。共有4,075人從該州最危險的地區撤離。另有300名居民因為河流氾濫所帶來的威脅而被迫離開。由於風暴導致的牆壁倒塌導致4人死亡：3人在奧梅特佩克，另1人在科哈帕亞。特拉科阿章斯特拉瓦卡的一次山崩造成兩人死亡，而其他地方的洪水導致2人喪生。通往16個鎮的通道被切斷，阿卡普爾科的主幹道遭到山體滑坡和洪水的破壞。大約有5000個家庭受到風暴的影響，218個受洪水破壞，6個損毀。由於暴風雨，超過20,000戶家庭失去電力，儘管絕大多數家庭在一天之內恢復了電力。後來在格雷羅州的35個城鎮宣布進入緊急狀態。
瓦哈卡州也與格雷羅州產生了類似的影響，洪水和山崩主要是對道路基礎設施造成損害。值得注意的是，聖馬丁佩拉斯的一座12米的橋樑倒塌，幾個村莊被隔離。墨西哥聯邦公路125號至少有50米被沖走，需要800萬比索（53.2萬美元）維修。墨西哥為瓦哈卡的100個市政府作出了緊急申報。特魯迪也導致坎佩切州有1人死亡。